# Strada statale 725 Tangenziale di Piacenza
La strada statale 725 Tangenziale di Piacenza (SS 725), già nuova strada ANAS 84 Tangenziale Sud di Piacenza (NSA 84), è una strada statale italiana di recente classificazione che si sviluppa nel territorio comunale di Piacenza.

## Percorso
La strada funge da tangenziale all'abitato di Piacenza e fu concepita soprattutto allo scopo di convogliare i mezzi provenienti dai caselli di Piacenza sud (sulla A1 Milano-Napoli) e di Piacenza est (sull'A21 Torino-Brescia) e diretti verso la strada statale 45 di Val Trebbia e la strada statale 654 di Val Nure evitandone l'accesso al centro abitato.
La funzione di tangenziale sull'altro lato della città (a nord) era svolta dalla stessa A21 Torino-Brescia, che tra l'uscita di Piacenza ovest e la ex Piacenza est non era a pagamento. Dall'8 agosto 2007, infatti, è stato aperto al traffico il nuovo svincolo di intersezione fra A1 e A21 che bypassa il casello di Piacenza sud. La tratta urbana dell'A21 è quindi diventata a pagamento. I residenti a Piacenza, grazie ad un accordo fra comune e SATAP (Società Autostrada Torino Alessandria Piacenza) hanno ricevuto un telepass gratuito che permette di transitare sulla tratta Piacenza ovest - Piacenza sud senza dover pagare il pedaggio.
Escluso il primo tratto, dal casello autostradale sino all'intersezione con la strada statale 9 Via Emilia in cui è a carreggiata unica con due corsie, si presenta come una strada a carreggiate separate e quattro corsie complessive. Le trattative con il vecchio gestore della A 21 PC-BS per il raddoppio dei primi 2 km non sono andate a buon fine per il mancato rinnovo della concessione ed il subentro di un nuovo concessionario.
Per tutto lo sviluppo dell'arteria e in entrambi i sensi di marcia vige il limite di velocità a 90 chilometri orari. L'arteria ha un ideale prolungamento, nel tratto aperto a partire dal 2005, in due lotti, fino al quartiere Veggioletta nei pressi di S. Antonio. La tratta ha una sola carreggiata con una corsia per senso di marcia. L'ultimo tratto (da Besurica a Veggioletta) è classificato come strada urbana per la presenza di alcune rotatorie e vige il limite di 50 km/h.
La strada venne provvisoriamente denominata nuova strada ANAS 84 Tangenziale Sud di Piacenza (NSA 84) fino alla classificazione definitiva avvenuta nel 2012, col seguente itinerario: "Casello di Piacenza sud con l'A21 - Rotatoria con la S.S. n. 45 (Km 135+600)".

### Tabella percorso
| Tangenziale di Piacenza |                                                                                                   |     |           |
| Tipo                    | Indicazione                                                                                       | km  | Provincia |
|                         | Milano-Napoli Gerbido - Torino-Brescia                                                            | 0,0 | PC        |
|                         | ex Padana Inferiore Piacenza - Fiera - Cremona                                                    | 0,2 | PC        |
|                         | Via Emilia Piacenza-Montale - Polo logistico - Parma                                              | 1,9 | PC        |
|                         | Centro Commerciale IperCoop                                                                       | 2,7 | PC        |
|                         | Area di servizio                                                                                  | 3,0 | PC        |
|                         | Piacenza-San Lazzaro                                                                              | 3,9 | PC        |
|                         | Piacenza-Farnesiana San Giorgio Piacentino - Carpaneto Piacentino - Via Emilia                    | 4,3 | PC        |
|                         | Area di servizio                                                                                  | 5,5 | PC        |
|                         | Piacenza-Stadio Stadio Leonardo Garilli - ex di Val Nure                                          | 6,1 | PC        |
|                         | di Val Trebbia Piacenza - Bobbio - Genova - Gossolengo - Agazzano - Castello di Grazzano Visconti | 7,2 | PC        |